# Analeptyki
Analeptyki (gr. analēptikós ‘przywracający siły’), analeptica, środki cucące – leki pobudzające ośrodkowy układ nerwowy, zwłaszcza ośrodek oddechowy i ośrodek naczynioruchowy (krążeniowy) oraz odruchy, a w większych dawkach również inne obszary. Obecnie są stosowane bardzo rzadko, zazwyczaj w celach pobudzenia oddychania (np. przy zatruciu). Mogą bowiem wywoływać pobudzenie psychoruchowe oraz drgawki. Częściej używa się ich w neurofarmakologii doświadczalnej.
Przykładowymi analeptykami są: adrenalina, amfetamina, kofeina, kwas glutaminowy, kwas pirogronowy.